# Negativa och positiva rättigheter
Negativa och positiva rättigheter är två rättsfilosofiska begrepp.
Med en negativ rättighet menas att man har rätt att slippa något (till exempel att bli dödad, misshandlad, bestulen). En negativ rättighet kräver ingen aktiv handling från någon annan, den kräver enbart att andra avstår från att göra något, till exempel att bruka våld eller att stjäla andras egendom.
En positiv rättighet är en rätt att få något (till exempel mat, boende, utbildning, arbete). En positiv rättighet kräver en aktiv handling från någon annan (till exempel arbete och skattebetalande, politiska beslut), vilket innebär att en persons positiva rättighet innebär någon annans skyldighet att tillhandahålla föremålet för den första personens rättighet.